# Agua Salada, Jalisco
Agua Salada är en ort i Mexiko.   Den ligger i kommunen Tamazula de Gordiano och delstaten Jalisco, i den södra delen av landet, 400 km väster om huvudstaden Mexico City. Agua Salada ligger 1 150 meter över havet och antalet invånare är 104.
Terrängen runt Agua Salada är huvudsakligen kuperad. Agua Salada ligger nere i en dal som går i sydostlig-nordvästlig riktning. Runt Agua Salada är det ganska glesbefolkat, med 27 invånare per kvadratkilometer. Närmaste större samhälle är Tamazula de Gordiano, 8,1 km sydväst om Agua Salada. I omgivningarna runt Agua Salada växer huvudsakligen savannskog.